# Радченко, Фома Порфирьевич
Фома Порфирьевич Радченко (укр. Хома Порфирійович Радченко; 8 (20) июля 1896, Харьков, Российская империя — 24 апреля 1942, СССР) — советский украинский государственный деятель и юрист. Заместитель народного комиссара юстиции и прокурора (апрель — сентябрь 1936), затем народный комиссар юстиции Украинской ССР (сентябрь 1936 — лето 1937). В 1939 году был репрессирован, а в 1956 годы — реабилитирован.

## Биография
Фома Радченко родился 20 июля 1896 года в Харькове. Высшее образование получил окончив в 1921 году Институт красных комиссаров в Харькове. После окончания института занимался партийной работой, последовательно занимал должности: секретаря Липецкого волостного партийного комитета, заведующего организационного отдела и члена бюро Харьковского уездного партийного комитета.
В период с 1925 по 1927 годы трудился в Ялтинском районном профессиональном совете, а затем перешёл на работу в харьковскую прокуратуру. В апреле 1931 года поступил слушателем в Институт Красной профессуры, советского строительства и права в Харькове. Однако не смог закончить обучение, в связи с тем, что был мобилизован Центральным комитетом ВКП(б) для партийной работы в Киргизской АССР, где стал секретарём Фрунзенского городского комитета ВКП(б) и возглавил машинно-транспортную станцию.
С апреля 1936 года являлся заместителем народного комиссара юстиции и прокурора Украинской ССР Аркадия Киселёва. В сентябре 1936 года Народный комиссариат юстиции и Прокуратура Украинской ССР были разделены, в результате чего, Фома Порфирьевич был назначен на должность народного комиссара юстиции Украинской ССР.
В 1937 году стал членом редакторской комиссии, которая занималась разработкой проекта Конституции Украинской ССР, утверждённой в том же году. На должности наркома Радченко занялся так называемым «поиском врагов». Во время Первого собрания актива работников судебных и прокурорских органов Украинской ССР он обозначил главной задачей для своего ведомства уничтожение проявлений «вредительской контрреволюционной работы врагов» во всех учебно-научном, законотворческом и правоприменительном секторах. Также при рассмотрении уголовных дел прежде всего нужно ориентироваться на такие «преданность партии и власти, опыт политической работы и политическая грамотность» у обвиняемого. Самостоятельно трактуя Конституцию Украинской ССР, он отмечал, что судьями могут становиться люди не имеющие специальной юридического образования. При этом он критиковал ряд действующих судей, за то, что они не квалифицировали должностные преступления как «контрреволюционные диверсионные акты». Летом 1937 года был снят с должности народного комиссара и исключён из рядов ВКП(б).
Затем некоторое время работал заместителем директора Харьковского универмага, после чего 10 августа 1938 года был арестован и обвинён в том, «что, будучи участником правотроцкистской организации, проводил вредительство в органах суда и прокуратуры УССР». Радченко, вместе с М. М. Еминником и С. М. Прушицким проходил в качестве обвиняемого по делу так называемых «правовиков». Конкретно Радченко обвинялся в том, что работая в наркомюсте он проводил не надлежащую политику по отношению к «активным контрреволюционным элементам», при этом он участвовал в организации «массовых репрессий колхозного актива» за малозначительные деяния. Все трое подавали жалобы на то, что следствие использует противозаконные методы, но жалобы так и не были приняты во внимание. Впоследствии, за применения противозаконных методов, был расстрелян следователь, который допрашивал Радченко. Когда дело рассматривалось судом, то он отказался от его рассмотрения из-за невозможности проверки доказательств, и дело было направлено в Особое совещание при НКВД СССР.
В октябре 1939 года Радченко был осуждён Особым совещанием при НКВД СССР к 8 годам ГУЛАГа. Скончался 24 апреля 1942 года во время отбывания наказания. В 1956 году Фома Порфирьевич Радченко был реабилитирован.
Украинский институт национальной памяти включил Радченко в «Список лиц, подпадающих под закон о декоммунизации».